# 日本エアースポーツガン協会
特定非営利活動法人日本エアースポーツガン協会（にほんエアースポーツガンきょうかい）は、エアースポーツガンを用いた精密射撃競技の普及を目的とする日本のスポーツ団体。略称はJASG。

## 所在地
- 東京都墨田区横川3丁目11番11号　有限会社マルゼン内

## 沿革
- 1993年11月 - 任意団体として設立
- 2007年 3月 - 任意団体から特定非営利活動法人（いわゆるNPO法人）へ法人化

## 関連団体
- 日本エアースポーツガン振興協同組合